# Fernando Verdasco
Fernando Verdasco Pahima Carmona (Madrid, 15 novembre 1983) è un ex tennista e allenatore di tennis spagnolo.
Ha vinto in singolare 7 tornei del circuito maggiore su 23 finali disputate, tra cui l'unica in un Masters 1000 persa a Monte Carlo nel 2010. In doppio ha vinto 8 delle 13 finali ATP disputate e il risultato più prestigioso è stato il trionfo assieme a David Marrero alle ATP World Tour Finals 2013, competizione che ha giocato anche in singolare nel 2009. I suoi migliori risultati nelle prove del Grande Slam sono state le semifinali raggiunte agli Australian Open 2009 in singolare e al Roland Garros 2017 in doppio. Top ten sia nella classifica di singolare sia di doppio, raggiunge la 7ª posizione nel 2009 in singolare e l'8ª nel 2013 in doppio. Ha fatto parte delle squadre spagnole di Coppa Davis che si sono aggiudicate il trofeo nelle edizioni del 2008, 2009 e 2011.

## Carriera da giocatore

### Inizi e tornei giovanili
Comincia a giocare a tennis da bambino con il padre sui campi in cemento che la famiglia ha nel giardino di casa. A quattro anni inizia a prendere lezioni di tennis, a dieci si iscrive all'accademia di tennis vicino casa e inizia a mettersi in luce. A 15 anni la Federazione tennis spagnola gli assegna una borsa di studio e Verdasco si trasferisce a Barcellona. L'anno successivo vince il campionato spagnolo under-16 e altri tornei. Nell'ITF Junior Circuit gioca solo il torneo ragazzi del Roland Garros 2001 e viene eliminato al terzo turno in singolare e in semifinale nel doppio.

### 1999-2001, esordi da professionista e primi titoli ITF in doppio
Fa la sua prima apparizione tra i professionisti nel 1999 e una seconda nel 2000, quando vince il suo primo incontro al torneo ITF Spain F10 e guadagna il primo punto nel ranking. Nel giugno 2001 diventa professionista ed inizia a giocare con continuità. Il mese successivo alza il primo trofeo vincendo il torneo di doppio all'ITF Spain F2 con Joaquin Munoz-Hernandez. Ad agosto disputa la sua prima finale ITF in singolare, persa dopo 2 tie-break al torneo Spain F7, dove vince il suo secondo titolo in doppio. A settembre debutta nel circuito Challenger con una sconfitta al primo turno in singolare a Siviglia, mentre in doppio si spinge fino ai quarti di finale. Chiude la stagione nella top-500 della classifica ATP in singolare.

### 2002, primo titolo ITF in singolare, prima finale Challenger e top 200
Nell'aprile 2002 fa la sua prima esperienza nel circuito maggiore superando le qualificazioni all'Estoril Open, uscendo al primo turno del tabellone principale per mano di Adrian Voinea. A giugno vince il primo torneo in singolare all'ITF Spain F1 delle Canarie e si impone anche nel torneo di doppio. Vince la finale in doppio anche allo Spain F2 e perde quella in singolare allo Spain F3. A luglio supera le qualificazioni al torneo ATP di Sopot e vince il suo primo incontro nel circuito maggiore battendo in tre set al primo turno il nº 155 ATP Mariano Puerta, per poi venire eliminato da Franco Squillari. Subito dopo disputa la sua prima finale Challenger a Siviglia, eliminando nel corso del torneo tra gli altri il nº 124 ATP Cedric Pioline, e viene sconfitto da Olivier Mutis per 4–6, 2–6. Con questo risultato guadagna 94 posizioni nel ranking ed entra nella top 300. Con le semifinali raggiunte ai Challenger di Kiev ed Eckental, a novembre sale in top 200.

### 2003, terzo turno agli US Open e top 100
Nel 2003 si presenta per la prima volta alle qualificazioni degli Australian Open, alla sua prima esperienza in uno Slam, ma non le supera. A marzo si qualifica per il suo primo Master Series a Miami: approfitta al primo turno del ritiro di Karol Kučera mentre al secondo sconfigge il nº 34 del ranking Maks Mirny, primo top 100 battuto in carriera, per poi essere eliminato da Carlos Moyá. Dopo questa buona prestazione ha una deludente stagione nei tornei ATP su terra rossa, venendo tra l'altro eliminato nelle qualificazioni al suo primo Roland Garros. A Wimbledon viene sconfitto al primo turno da Jarkko Nieminen in cinque set. Conserva le posizioni in classifica con alcuni discreti risultati nei Challenger. Al primo turno del Masters di Cincinnati racimola solo cinque game contro Andy Roddick. Torna a mettersi in evidenza agli US Open, dove batte al primo turno il nº 17 del mondo Tommy Robredo, quindi Davide Sanguinetti prima di essere sconfitto al terzo turno da Paradorn Srichaphan, risultati con cui a settembre entra per la prima volta nella top 100, in 100ª posizione. Negli ultimi 6 tornei stagionali vince in totale due incontri e a fine anno è in 109ª posizione. In questo periodo abbandona definitivamente i tornei Challenger.

### 2004, primi titoli ATP, 32º nel ranking
Dopo uno stentato inizio stagionale, tra marzo e aprile scala oltre cinquanta posizioni del ranking grazie alla prima finale nel circuito maggiore raggiunta a marzo all'International Series Gold di Acapulco, sconfiggendo tra gli altri il nº 13 del mondo Nicolas Massu e perdendo contro Moyà per 3–6, 0–6. Il mese successivo si aggiudica ll primo titolo ATP a Valencia, non perdendo alcun set in tutto il torneo ed eliminando nell'ordine Portas, Ljubicic e Ferrer. In semifinale concede tre soli giochi al nº 3 del mondo Juan Carlos Ferrero, nella sua prima vittoria contro un top 10, e in finale ha la meglio su Albert Montañés con il punteggio di 7–6, 6–3. Con questa impresa sale al 53º posto del ranking. Eliminato al terzo turno in singolare a Barcelona, raggiunge per la prima volta una semifinale ATP in doppio, in coppia con Feliciano Lopez. Al terzo turno del Masters di Amburgo subisce una nuova sconfitta contro Moyà. Al suo esordio assoluto nel tabellone principale del Roland Garros batte Greg Rusedski, ma viene eliminato al secondo turno da Juan Ignacio Chela.
Dopo i quarti di finale raggiunti sull'erba di Halle e 's-Hertogenbosch, vince il suo primo incontro in carriera a Wimbledon uscendo al secondo turno. Tornato sulla terra rossa, perde in semifinale a Kitzbühel contro Gastón Gaudio dopo aver eliminato Feliciano Lopez. A fine torneo sale al 32º posto nel ranking. Non supera il secondo turno in singolare agli US Open, mentre in doppio raggiunge i quarti con Lopez. Al Masters di Madrid sconfigge il nº 12 del mondo Dominik Hrbaty ed esce al terzo turno per mano di Robredo. A Stoccolma viene eliminato nei quarti da Andre Agassi, ma vince il suo primo titolo ATP in doppio, gioca con il compagno abituale Feliciano Lopez e sconfiggono in finale Wayne Arthurs / Paul Hanley con un doppio 6–4; a fine torneo entra per la prima volta nella top 100 del ranking di doppio. Ancora con Lopez raggiunge a sorpresa i quarti di finale al torneo di doppio degli US Open.

### 2005, una finale ATP e quarto turno agli US Open
Non supera il secondo turno nei primi tornei del 2005, a marzo fa il suo esordio nella squadra spagnola di Coppa Davis in occasione della sfida vinta 4-1 contro la Slovacchia con un bilancio di una vittoria e una sconfitta. Al Masters di Miami accede al terzo turno grazie al ritiro di Roddick, ma viene eliminato da Rafael Nadal; due settimane dopo perde nei quarti a Valencia contro Albert Costa. A Roma elimina Davydenko e Wawrinka e con la vittoria in rimonta sul nº 3 del mondo Roddick accede per la prima volta ai quarti di finale in un torneo Masters; qui viene eliminato da Guillermo Coria dopo aver vinto il primo set. Sconfitto al primo turno al Roland Garros, perde al secondo turno a Wimbledon dopo aver eliminato Robredo. Torna a mettersi in luce in doppio raggiungendo le semifinali a Gstaad e a Stoccarda.
Al successivo torneo di Kitzbühel migliora la semifinale in singolare dell'anno passato raggiungendo la finale, e come l'anno precedente perde contro Gaudio. Inizia la stagione estiva americana sul cemento arrivando nei quarti di finale a New Haven. Al primo turno degli US Open elimina il nº 12 ATP Tim Henman, al terzo sconfigge in rimonta al quinto set il talento emergente, Novak Đoković. Accede così per la prima volta al quarto turno in una prova dello Slam che perde in tre set contro Jarkko Nieminen. L'ultimo risultato di rilievo della stagione è la semifinale raggiunta in ottobre a San Pietroburgo, nella quale viene sconfitto da Thomas Johansson, risultato che gli permette di chiudere il 2005 al 32º posto del ranking, dopo che a luglio era sceso al 68º.

### 2006, due semifinali ATP, quarto turno a Wimbledon e 24º nel ranking
Nonostante l'eliminazione al primo turno all'esordio stagionale, a gennaio porta il best ranking alla 30ª posizione e vince quindi il suo primo incontro in carriera agli Australian Open. Supera per la prima volta il secondo turno in stagione a marzo nei Masters americani di Indian Wells e Miami, e in entrambi viene sconfitto al terzo turno da Roddick con lo stesso punteggio di 3–6, 4–6. Sconfitto in semifinale sia in singolare che in doppio al successivo torneo di Valencia, a maggio aggiunge i quarti al Masters di Amburgo con il nuovo successo su Djokovic e battendo il nº 8 del mondo Fernando Gonzalez, e perde in tre set contro Jose Acasuso.
Si spinge per la prima volta fino al quarto turno a Wimbledon battendo Vince Spadea, Benjamin Becker e la testa di serie numero 3 nonché vicecampione in carica, David Nalbandian, prima di arrendersi in cinque set a Radek Štěpánek, risultato con cui sale alla 24ª posizione mondiale. Dopo le ennesime buone prestazioni a Kitzbühel, dove gioca la semifinale contro Agustin Calleri, al terzo turno degli US Open raccoglie la quinta sconfitta su sette incontri contro Roddick, che si impone al quinto set. Al successivo torneo di Palermo viene eliminato nei quarti da Rubén Ramírez Hidalgo. Esce al primo turno negli ultimi quatttro tornei stagionali scendendo alla 35ª posizione del ranking.

### 2007, una finale ATP e un titolo Challenger
Dopo una prima parte di stagione deludente, raggiunge gli ottavi di finale al Roland Garros con le vittorie su Dmitrij Tursunov e David Ferrer e venendo sconfitto da Novak Đoković, mentre esce al terzo turno a Wimbledon per mano di Roddick. Batte di nuovo Ferrer a Stoccarda e viene sconfitto in rimonta nei quarti da Juan Ignacio Chela. Perde la finale nel torneo di doppio in coppia con Guillermo García López. Come l'anno precedente raggiunge la semifinale a Kitzbühel ceduta a Juan Mónaco. Subito dopo vince il primo titolo Challenger in carriera a Segovia. A luglio disputa la finale di doppio a Stoccarda, e in coppia con Guillermo García López cede in due set a František Čermák / Leoš Friedl.
Al Canadian Open esce al terzo turno, sconfitto da Frank Dancevic dopo le vittorie contro Chela e il nº 8 del mondo Richard Gasquet. Sconfitto nei quarti a New Haven, al terzo turno degli US Open viene eliminato da Berdych. Ha quindi inizio un periodo positivo con la semifinale raggiunta a Bangkok, persa in tre set contro Tursunov. Si spinge fino ai quarti a Tokyo dove è ancora Berdych ad estrometterlo dal torneo. A fine ottobre perde contro Andy Murray la finale di San Pietroburgo. Chiude la stagione al 26º posto mondiale.

### 2008, un titolo ATP, trionfo in Coppa Davis e 11º nel ranking
Anche nei primi mesi del 2008 non consegue risultati di rilievo. Supera per la prima volta il secondo turno in stagione ad Indian Wells in cui cede in tre set a Tommy Haas. Il mese dopo esce nei quarti a Valencia, sconfitto al terzo set da Ferrer. Dopo una serie di sconfitte al primo turno nei tornei di doppio, raggiunge la semifinale a Barcellona in coppia con Feliciano Lopez. A Roma elimina il nº 13 ATP Carlos Moya, ma perde al terzo turno contro James Blake. L'ascesa continua nei tornei successivi raggiungendo i quarti al Masters di Amburgo,sconfitto da Roger Federer dopo aver eliminato il nº 13 del mondo Michail Južnyj, e il nº 5 Ferrer. Battendo sempre Youzhny raggiunge nuovamente gli ottavi di finale al Roland Garros prima di raccogliere solo tre giochi contro Nadal. Perde la finale al tie-break del terzo set contro Ivo Karlović sui prati di Nottingham e negli ottavi di finale a Wimbledon dà vita a una battaglia con Mario Ančić, vincendo i primi due set prima di cedere per 13–11 al quinto.
Sconfitto da Berdych in semifinale a Båstad, vince il secondo titolo ATP in singolare al successivo torneo di Umago prevalendo in finale su Igor' Andreev in tre set, trionfo che gli vale l'11ª posizione mondiale. Sconfitto in semifinale da Mardy Fish a New Haven, al terzo turno degli US Open concede la rivincita a Andreev; nel torneo di doppio dello Slam si spinge fino ai quarti con Lopez e due settimane dopo porta il sup best ranking di specialità al 49º posto. In singolare raggiunge i quarti di finale a Vienna e la semifinale a San Pietroburgo. Chiude la stagione da protagonista nella finale di Coppa Davis 2008 a Mar del Plata contro l'Argentina, alla quale era arrivato vincendo 3 dei 4 incontri disputati nei turni precedenti. Non viene schierato nella prima giornata, nella seconda vince il doppio assieme a Feliciano Lopez e il giorno dopo conquista il punto del definitivo 3-1 battendo al quinto set José Acasuso.

### 2009, semi-finale agli Australian Open, un titolo ATP, 7º nel ranking, ATP Finals e seconda Coppa Davis
Viene sconfitto in finale sul cemento di Brisbane da Radek Štěpánek in singolare, e perde anche la finale di doppio assieme a Miša Zverev. Gioca un grande torneo agli Australian Open, dove sconfigge Štěpánek, i top 10 Andy Murray e Jo-Wilfried Tsonga e perde al quinto set contro Rafael Nadal dopo 5 ore e 14 minuti di gioco nella sua unica semifinale Slam in carriera. Questo risultato gli consente di entrare per la prima volta nella top 10 del ranking ATP, alla nona posizione. Raggiunge quindi i quarti di finale ai Masters 1000 di Indian Wells, al Miami Open e a Monte Carlo, raggiungendo il 20 aprile si trova la 7ª posizione mondiale, che resterà il suo miglior ranking in carriera. Esce nei quarti anche ai successivi tornei di Barcellona, agli Internazionali d'Italia e al Madrid Open, mentre non supera il quarto turno al Roland Garros e a Wimbledon. Nei quarti di finale contro la Germania in Coppa Davis vince il primo singolare e il doppio, perde il secondo singolare e gli spagnoli vincono la sfida per 3-2.
A fine agosto torna a vincere un torneo a New Haven battendo in finale Sam Querrey per 6–4, 7–6, nel suo primo titolo conquistato sul cemento. Raggiunge quindi per la prima volta i quarti di finale agli US Open che perde al quarto set contro Djokovic, dopo aver eliminato Tommy Haas. Grazie al successo in semifinale su Fernando Gonzalez, raggiunge la finale al Kuala Lumpur Open dove viene sconfitto da Nikolaj Davydenko per 4–6, 5–7. Di rilievo a fine stagione i quarti di finale raggiunti al China Open, persi in tre set contro Djokovic, e la semifinale persa in tre set a Valencia contro Murray. Fa la sua unica apparizione in carriera alle ATP Finals dove viene eliminato nel round robin dopo le tre sconfitte subite contro Federer, Murray e del Potro. Chiude la stagione con il secondo trionfo consecutivo in Coppa Davis, nella finale contro la Repubblica Ceca, disputando solo il doppio in coppia con Feliciano López per la conquista del punto del 3-0.

### 2010, finale a Monte Carlo, primo titolo ATP 500 e un altro titolo ATP
Nel 2010 non conferma la semifinale raggiunta l'anno precedente agli Australian Open, viene sconfitto negli ottavi di finale da Nikolaj Davydenko ed esce dalla top 10. Vi fa subito rientro vincendo il torneo di San Jose battendo in finale in rimonta il nº 7 del mondo, Roddick. Raggiunge i quarti di finale come l'anno precedente al Miami Open e una sorprendente finale al torneo di Monte Carlo, dove subisce una pesante sconfitta contro Nadal dopo aver eliminato in semifinale il nº 2 del mondo, Djokovic, rimarrà l'unica finale in carriera in un torneo Masters 1000. Conferma il buon momento di forma imponendosi in finale al Barcelona Open in tre set contro il nº 8 ATP, Robin Söderling, aggiudicandosi il primo titolo di categoria ATP 500.
Nel Masters 1000 di Roma perde in semifinale contro Ferrer, mentre al Masters 1000 di Madrid viene eliminato al terzo turno da Jürgen Melzer. Al successivo Open de Nice Côte d'Azur perde la finale al tie break del terzo set contro Richard Gasquet. Per la quarta volta consecutiva esce negli ottavi di finale al Roland Garros. Sconfitto al turno di esordio a Wimbledon, raggiunge i quarti di finale al Washington Open e soprattutto agli US Open, dove negli ottavi batte Ferrer al tie break del set decisivo, prima di cedere in tre set a Nadal. Torna a occupare la settima posizione mondiale, ma le premature sconfitte negli ultimi tornei stagionali lo fanno retrocedere al nono posto e gli precludono la possibilità di tornare a giocare le ATP Finals.

### 2011, tre finali ATP, uscita dalla top 10 e terza Coppa Davis
Sconfitto al quarto turno agli Australian Open da Tomáš Berdych, perde la finale a San Jose contro Milos Raonic dopo due tie break. A marzo si impone in un singolare e in doppio nel primo turno di Coppa Davis vinto contro il Belgio. Con le eliminazioni al terzo turno a Indian Wells e al turno di esordio a Miami, esce definitivamente dalla top 10. Dopo la sconfitta al secondo turno a Monte Carlo, disputa un'altra finale all'Estoril Open, contro Del Potro. Colleziona altre eliminazioni precoci nei tornei Masters di Madrid e Roma. Viene eliminato al terzo turno al Roland Garros da Ljubicic, e dopo i quarti di finale disputati al Queen's perde al secondo turno a Wimbledon da Robin Haase.
A luglio perde in doppio nei quarti di finale di finale di Coppa Davis vinti contro gli Stati Uniti e non viene schierato in singolare. Cede al terzo set in finale al successivo Swiss Open Gstaad contro Marcel Granollers, mentre al German Open viene eliminato in semifinale da Nicolás Almagro dopo il successo su Melzer. Raggiunge i quarti al Washington Open, e negli altri tornei della trasferta nordamericana non va oltre il terzo turno di Cincinnati e degli US Open. Nella semifinale di Davis vinta 4-1 contro la Francia, perde il doppio e supera Gasquet nell'ultimo singolare a risultato acquisito. Esce nei quarti al successivo China Open. Alla finale di Davis a Siviglia contro l'Argentina gioca solo il doppio e viene sconfitto. Gli spagnoli si aggiudicano comunque il trofeo per la terza volta in quattro anni grazie ai successi in singolare di Nadal e Ferrer. Chiude al 24º posto mondiale la stagione che aveva iniziato alla nona posizione.

### 2012, quattro titoli e 29º nel ranking di doppio
Il 2012 inizia con la semifinale persa a Auckland contro Ferrer e prosegue l'eliminazione al primo turno agli Australian Open per opera del talento di casa Tomic. A fine febbraio torna a vincere un torneo di doppio dopo oltre sette anni all'Argentina Open, gioca in coppia con David Marrero e superano in finale Michal Mertiňák / André Sá con un doppio 6–4. Si ripetono la settimana successiva vincendo l'ATP 500 di Acapulco in una finale tutta spagnola contro Marcel Granollers / Marc López; raggiunge la finale anche in singolare e raccoglie solo tre giochi contro Ferrer. Con i due successi in doppio guadagna 308 posizioni nel ranking e rientra nella top 100. Si mette di nuovo in luce in singolare spingendosi fino alla semifinale al Barcelona Open, persa contro Nadal. Al successivo Madrid Open si prende la rivincita battendo per la prima volta Nadal, che l'aveva sconfitto nei tredici match precedenti, prima di essere eliminato nei quarti da Berdych.
Esce al terzo turno al Roland Garros e a Wimbledon. In luglio vince con Marrero altri due titoli consecutivi a Umago e all'ATP 500 di Amburgo. Fa la sua unica apparizione olimpica in carriera ai Giochi di Londra in cui esce al primo turno in singolare. Sconfitto al terzo turno degli US Open da Federer, verso fine stagione la vittoria sul nº 10 ATP Juan Mónaco allo Shanghai Masters, dove esce al terzo turno. All'ultimo impegno stagionale disputa con Marrero la finale a Valencia e vengono sconfitti in due set da Alexander Peya / Bruno Soares. Chiude il 2012 al 26º, mentre in doppio porta il suo miglior ranking alla 29ª posizione.

### 2013, quarti a Wimbledon, vittoria dell'ATP Finals nel doppio
Inizia l'anno vincendo con la Spagna l'Hopman Cup, con un bilancio personale di una sola vittoria contro Kokkinakis e tre sconfitte nel singolare, mentre vince tutti gli scontri del doppio. Esce all'esordio ad Auckland contro Istomin. Negli Australian Open si spinge fino ai sedicesimi contro Kevin Anderson, ed arriva ai quarti nel doppio con Marrero (come avverrà anche al Roland Garros). Attraversa un periodo di magri risultati con l'eccezione degli ottavi in casa a Madrid contro Tsonga. Esce al Roland Garros al secondo incontro opposto a Tipsarevic. Arriva ai quarti di Eastbourne contro Feliciano Lopez.
Al Torneo di Wimbledon 2013 raggiunge per la prima volta in carriera i quarti di finale, persi contro il futuro vincitore Andy Murray dopo essere stato in vantaggio di due set. Giunge in finale a Bastad contro Carlos Berlocq. Dopo i quarti ad Amburgo, Kitzbühel, e Winston-Salem, esce all'esordio dell'US Open. 
Insieme a Marrero vince il doppio di San Pietroburgo contro Inglot e Istomin, mentre sono finalisti a Shanghai. Dopo essersi qualificato, sempre in coppia con David Marrero, ha vinto anche le ATP World Tour Finals 2013 di doppio, battendo in finale la coppia numero 1 al mondo Bob Bryan e Mike Bryan, per 7–5, 6(3)–7, [10–7].

### 2014, vittoria titolo ATP a Houston
Esordisce l'anno con la sconfitta agli ottavi del torneo di Doha. Esce al secondo turno dell'Australian Open. Arriva agli ottavi di finale nel Masters americano di Indian Wells contro John Isner in tre set.
Dopo quattro anni vince nuovamente un torneo ATP in singolare, battendo in due set Almagro in finale sulla terra di Houston. Dopo un paio di risultati poco rilevanti giunge al Roland Garros in cui si spinge fino agli ottavi contro di nuovo (come nei quarti di Wimbledon dello scorso anno) Andy Murray, dopo aver battuto Gasquet e Pablo Cuevas ai turni precedenti. Dopo dei promettenti quarti di finale a 's-Hertogenbosch, esce all'esordio a Wimbledon, nel successivo torneo svedese a Båstad, l'uruguaiano Cuevas si prende la rivincita fermando Verdasco nelle semifinali, turno che lo spagnolo replica anche a Gstaad due settimane dopo, contro Andujar. Conclude la stagione estiva uscendo al secondo incontro sia a Cincinnati che all'US Open. Ritorna a giocare i quarti di finali a Stoccolma, prima di chiudere la stagione con gli ottavi al Masters di Parigi.

### 2015, top 50
Dopo il terzo turno agli Australian Open contro Djokovic, raggiunge le semifinali a Quito contro Feliciano Lopez. Dopo qualche risultato interlocutorio, raggiunge un risultato eclatante battendo Rafael Nadal al secondo turno del Masters di Miami prima di uscire a quello successivo contro Juan Monaco. Da campione dello scorso anno difende sulla terra di Houston il titolo fino alle semifinali contro l'americano Querrey, nel resto della stagione su terra non si distingue (anche al Roland Garros dove esce al secondo turno contro Benjamin Becker), ad eccezione del torneo di casa, a Madrid, dove giunge agli ottavi contro Ferrer.
A Wimbledon esce al terzo incontro, opposto a Wawrinka, in tre set. Dopo un paio di uscite ai primi turni batte Tsonga nel primo incontro di Cincinnati, prima di essere fermato al turno successivo da Goffin. Fatica anche agli US Open dove vince il primo turno contro Haas in cinque set e perde in quattro contro Raonic nel successivo. Conclude l'anno appena in top 50 con una stagione opaca sul cemento indoor senza risultati di rilievo.

### 2016, vittoria titolo ATP a Bucarest
Inizia l'anno con la novità del cambio tecnico, collaborando con David Sanchez, (proveniente da Andujar). ùDopo un inizio di stagione non dei migliori nei tornei pre-Slam, ha un controverso Australian Open in cui batte, per la seconda volta, Rafael Nadal in cinque set, per poi cedere al turno successivo contro Dudi Sela. Verdasco raggiunge i sedicesimi nel Sunshine Double, fermato ad Indian Wells da Nadal che si rifà della sconfitta nell'happy slam, ed a Miami da Horacio Zeballos. 
Vince dopo due anni un torneo ATP battendo in due set Lucas Pouille al Romanian Open 2016.
Sia al Roland Garros che a Wimbledon esce giocando un incontro di cinque set, ai sedicesimi contro Kei Nishikori a Parigi e all'esordio contro Tomic a Wimbledon.
Si rifà a Bastad dove giunge alla finale, persa contro Alberto Ramos Vinolas in due set. Sul cemento americano viene fermato ai quarti del torneo di Atlanta dal futuro vincitore, Kyrgios, in tre set. A Cincinnati batte all'esordio Ramos Vinolas e si ferma al secondo contro Cilic. A Winston-Salem batte in successione due americani, Fritz e Johnson, prima di cadere, di nuovo, contro uno slavo, Troicki in questo caso. All'US Open viene estromesso all'esordio da Wawrinka. A St. Petersburg e Tokyo viene sconfitto ancora da slavi, Lajovic e di nuovo Cilic. Pouille, battuto nella finale di Bucarest, si rifà al Masters di Shanghai, estromettendo lo spagnolo all'esordio, dopo altri due risultati simili, un secondo turno al masters di Parigi e un torneo di esibizione in Asia, Verdasco conclude l'anno migliorando il suo piazzamento, al 42º posto. Nel tentativo esplicito di ritornare nei top 30 si riaffida a Nacho Truyol, suo allenatore già nei primi anni di professionismo e nel 2013.

### 2017, semifinale nel doppio del Roland Garros
Inizia l'anno sotto i migliori auspici a Doha, battendo Pospisil, Goffin, (e Karlovic) prima di dover cedere all'eventuale vincitore, Djokovic, nella semifinale per 6–4, 6(7)–7, 6–3 in cui ha avuto pure match-point a favore, vittoria che verrà confermata anche al suo primo incontro nell'Australian Open. In coppia con Almagro raggiunge le semifinali a Doha che non giocheranno. Dopo qualche torneo interlocutorio nell'indoor europeo, torna in medio Oriente per una buona prestazione nel torneo di Dubai in cui batte fra gli altri Bautista Agut e Monfils prima di cedere nella finale ad Andy Murray per 2–6, 3–6. Con questo risultato rientra in top30 al 29º posto. Nadal e Nishikori lo fermeranno ai sedicesimi del Sunshine Double rispettivamente. Bene anche a Houston dove viene estromesso solo dall'eventuale vincitore, Johnson ai quarti di finale. Arriva ai quarti anche all'edizione inaugurale del torneo su terra di Budapest che va a sostituire nel calendario il torneo di Bucarest, di cui deteneva il titolo. Al Roland Garros, Verdasco ritrova, come a Madrid, il n. 10 al mondo Zverev per primo, ma stavolta lo batte in quattro set, quindi supera Herbert e Pablo Cuevas prima di essere fermato come la scorsa edizione da Nishikori, questa volta agli ottavi. Nel doppio raggiunge la semifinale in coppia con il forte doppista, Nenad Zimonjić, fermati da Santiago Gonzalez/Donald Young per 7–6(3), 5–7, 3–6. Non va oltre il secondo incontro opposto a Mannarino nel singolare torneo su erba dell'edizione inaugurale di Antalya, dopo aver superato Darcis al primo. A Wimbledon viene eliminato subito da Kevin Anderson. A Bastad, dov'era arrivato in finale lo scorso anno, si ferma alle semifinali contro Ferrer. Vince un solo incontro nei successivi tornei, a Los Cabos, prima di giocare gli US Open dove approfittando del ritiro a fine primo set di Pospisil, passa un solo turno, eliminato poi da Feliciano Lopez. Nel finale di stagione si comporta bene a Stoccolma dove si rifà della sconfitta subita da Anderson a Wimbledon battendolo in due set al tie-break, prima di perdere le semifinali contro l'eventuale vincitore, del Potro, in tre set lottati. Identico risultato a Parigi dove conclude in crescendo la stagione con i quarti di finale contro Sock, futuro vincitore, dopo aver battuto Rublev, di nuovo Anderson ed il nº 6 al mondo, Thiem. Termina l'anno a ridosso della top 30, il suo obiettivo ad inizio 2017, alla posizione n.35.

### 2018, ottavi al Roland Garros, vittoria ATP nel doppio
Inizia l'anno perdendo dalle giovani leve, a Doha dal futuro finalista Rublev al secondo incontro, a Sydney subito contro de Minaur, e piuttosto sorprendentemente agli Australian open contro Marterer in cinque set, dopo aver battuto Bautista in tre. Esce ai quarti a Buenos Aires prima dell'exploit di Rio in cui perde la finale contro Schwartzman dopo aver sconfitto tennisti come Thiem e Fognini poco prima. Nel doppio però vince il titolo insieme al compagno di doppio David Marrero, battendo in finale Mektic/Peya nel supertiebreak per [10–8]. Ad Indian Wells tocca all'altro giovane Fritz estrometterlo dal torneo ai sedicesimi, dopo la vittorie su Pella e Dimitrov. Non fa meglio a Miami in cui raggiunge lo stesso turno contro Carreno Busta. A Madrid, sua città natale raggiunge la 500ª vittoria nel circuito professionistico, sesto spagnolo di sempre a riuscirci. Al Roland Garros riesce a spingersi fino agli ottavi di finale contro Djokovic, dopo aver ribattuto Dimitrov al turno precedente. 
Nella stagione su erba vince un solo incontro contro Medvedev a 's-Hertogenbosch, in 4 tornei, incluso Wimbledon dove l'americano Tiafoe lo elimina all'esordio in quattro set. A Bastad dove si esprime sempre bene, trova l'eventuale trionfatore Fognini a fermare la sua corsa in tre set della semifinale. Non va meglio sul cemento americano anche se può annotare agli US Open la vittoria al secondo turno contro Andy Murray prima di perdere contro del Potro al turno successivo. Nel seguente torneo di Shenzhen dopo aver ribattuto Murray incappa nel vincitore del torneo, stavolta Nishioka, che gli impedisce l'accesso in finale. Al China Open trova quasi subito Basilashvili, anch'egli futuro trionfatore del torneo. Stesso copione anche al suo esordio nel torneo di Vienna dove si produce in una serie di vittorie che lo porta fino alla semifinale contro Anderson, che avrebbe conquistato il titolo. Chiude l'anno con un secondo turno al Masters parigino, cambiando coach, passando a Quino Muñoz Hernandez, e all'età di 35 anni con il ritorno in top 30, alla posizione nº28.

### 2019
A inizio stagione si spinge fino al terzo turno agli Australian Open perdendo l'incontro con Cilic in cui aveva due set di vantaggio a zero, e al Sofia Open. A Madrid sconfigge il nº 13 del mondo Karen Khachanov ed esce nuovamente al terzo turno, contro Tsitsipas. Agli Internazionali d'Italia elimina Kyle Edmund, il nº 4 del mondo Dominic Thiem e di nuovo Khachanov, ma perde nei quarti contro Nadal. Al Roland Garros viene eliminato in modo sorprendente dal francese Hoang al secondo incontro di tabellone. Performa bene ad Eastbourne dove viene eliminato ai quarti dal finalista, Querrey Raggiunge per l'ultima volta in carriera il quarto turno in una prova del Grande Slam a Wimbledon dove cede al quarto set a David Goffin. A Bastad esce subito contro Ramos Vinolas. Dopo i quarti di finale disputati all'Austrian Open Kitzbühel, non supera mai il secondo turno nel prosieguo della stagione, con l'altro clamoroso incontro perso al secondo turno dell'US Open contro un rientrante dall'ennesimo infortunio, Hyeon Chung. Chiude l'anno appena dentro la top 50, alla posizione nº 49.

### 2020
Inizia il 2020 a Doha e raggiunge i quarti di finale battendo Andújar e Krajinović, per poi uscire per mano del francese Moutet. Nella prima parte della stagione deve rinunciare ad alcuni tornei per problemi al ginocchio sinistro. Agli Australian Open 2020 supera Donskoj e Basilašvili prima di essere eliminato al terzo turno dalla testa di serie nº 7 e futuro semifinalista dello Slam, Alexander Zverev. Esce al primo turno a Cordoba e a Rio de Janeiro, prima della lunga pausa del tennis per la pandemia di COVID-19.
Non è presente alla ripresa delle attività in agosto, e deve rinunciare agli US Open dopo che aveva giocato nei tabelloni principali degli ultimi 67 tornei del Grande Slam. Rientra a settembre e non supera le qualificazioni agli Internazionali d'Italia. Viene trovato positivo a un test del COVID-19 ed è costretto a rinunciare anche al Roland Garros, ma non prima di minacciare azioni legali contro gli organizzatori, mentre non va oltre il secondo turno negli ultimi tornei stagionali. A novembre si sottopone a un intervento chirurgico al ginocchio, e conclude l'anno fuori dalla top50, al 65º posto.

### 2021
Rientra nel marzo del 2021, perde tutti gli incontri nei primi 4 tornei disputati e a maggio esce dalla top 100 per la prima volta dal marzo 2004. Torna al successo all'ATP di Belgrado 2 battendo Lucas Pouille e Adrian Mannarino e viene eliminato nei quarti da Alex Molčan. Viene sconfitto al primo turno anche al Roland Garros e a Wimbledon, dopo il quale si opera al gomito. Riprende ad agosto e viene sconfitto nelle qualificazioni a Cincinnati e agli US Open, dove per la prima volta dal 2003 deve disputare le qualificazioni di uno Slam. Torna a giocare nei Challenger senza particolari successi e scende al 165º posto del ranking. Torna a vincere tre incontri di fila in novembre al Tenerife Challenger ed esce in semifinale.

### 2022
Il 2022 inizia senza successi di rilievo e a febbraio esce dalla top 200. Si riprende raggiungendo i quarti di finale all'ATP di Buenos Aires e a marzo torna a vincere un titolo in singolare dopo quasi sette anni al Monterrey Challenger, battendo in finale Prajnesh Gunneswaran. Supera le qualificazioni al Masters di Miami, ed esce al primo turno, e all'ATP 250 dell'Estoril, dove perde nei quarti contro Albert Ramos Viñolas, risultato con cui si riporta a ridosso della top 100. Non ottiene risultati positivi nei mesi successivi, e tra le sconfitte vi sono quelle nelle qualificazioni al Roland Garros e al primo turno a Wimbledon e agli US Open, nelle sue ultime apparizioni in tornei del Grande Slam. Esce al secondo turno all'ATP di Sofia dopo aver eliminato il nº 38 del ranking Nikoloz Basilašvili. A fine anno viene sospeso per due mesi fino all'8 gennaio 2023 dopo che a febbraio era stato trovato positivo a un controllo antidoping per una sostanza proibita di cui aveva dimenticato di rinnovare l'eccezione all'uso, dato che è affetto dall'infanzia da ADHD.

### 2023-2025, ritiro
Nel 2023 inizia a diradare l'attività, vince solo alcuni incontri nelle qualificazioni di tornei del circuito maggiore senza mai superare il primo turno nei tabelloni principali. Disputa per l'ultima volta le qualificazioni di uno Slam agli Australian Open in cui esce al secondo turno. Gioca soprattutto nei Challenger dove raggiunge una sola volta i quarti di finale. A settembre disputa il suo ultimo torneo stagionale alla Copa Sevilla, quando era sceso al 380º posto mondiale, e perde al primo turno. Rimane inattivo per tutto il 2024 e a gennaio 2025 torna a competere esclusivamente nel doppio disputando un torneo ITF a Doha con Cem İlkel, raggiungendo i quarti di finale.
Successivamente annuncia il suo ritiro dal tennis professionistico al torneo di Doha, città dove risiede, giocando nel doppio insieme a Novak Djokovic.

## Vita privata
Madrileno di nascita, i suoi genitori, José e Olga, possiedono un ristorante nella capitale spagnola. Ha anche due sorelle più piccole, Sara e Ana. 
Verdasco ha iniziato a giocare a tennis all'età di quattro anni nei due campi di cemento del cortile dietro casa, allenato dal padre.
Ha avuto relazioni con la tennista argentina Gisela Dulko, le modelle spagnole Dafne Fernández e Priscila De Gustin, e la tennista serba Ana Ivanović, prima di sposarsi con Ana Boyer, figlia dell'ex ministro delle Finanze spagnolo Miguel Boyer e dell'ex modella Isabel Preysler nel 2017, anno in cui ha preso residenza a Doha. Ha tre figli: Miguel nato nel 2019, Mateo nel 2020, e Martin nel 2024. Attraverso il matrimonio è diventato anche cognato del cantante Enrique Iglesias e di sua moglie, l'ex tennista Anna Kournikova.

## Caratteristiche tecniche
Ha ottenuto buoni risultati su tutte le superfici, è mancino e gioca il rovescio a due mani piatto o a una mano in slice. Ha anche un ottimo servizio, in grado di raggiungere i 228 km/h se giocato piatto. Considera il diritto il proprio colpo migliore.

## Sponsor ed equipaggiamento
Nel 2019 Verdasco è diventato ambasciatore della marca di occhiali statunitense Maui Jim.
Verdasco ha iniziato a giocare usando racchette Tecnifibre e, dopo un breve periodo nel 2010 con Yonex, è passato alle racchette Dunlop dal 2011 al 2013, e di nuovo ha cambiato nel 2014 per Babolat, prima di assestarsi su Head.
Usa abbigliamento Adidas.
Curiosità
Nel 2019 un suo video di allenamenti molto duri, in cui lo si vedeva tirare un'automobile, divennero sensazionali sui social media.

## Carriera da allenatore
Nella primavera del 2024, quando aveva già diradato la sua attività di giocatore ma non aveva ancora annunciato il ritiro, inizia a collaborare come allenatore per i tornei su terra battuta con Ons Jabeur e Abedallah Shelbayh. In occasione dell'Open di Francia 2024 inizia a collaborare anche con Alejandro Davidovich Fokina.

## Statistiche

### Singolare

#### Vittorie (7)
| Legenda                                     |
| Grande Slam (0)                             |
| ATP Finals (0)                              |
| ATP Masters 1000 (0)                        |
| ATP Tour 500 (1)                            |
| ATP International Series / ATP Tour 250 (6) |

| N. | Data             | Torneo                                       | Superficie  | Avversario in finale | Punteggio        |
| 1. | 12 aprile 2004   | Open de Tenis Comunidad Valenciana, Valencia | Terra rossa | Albert Montañés      | 7–6(5), 6–3      |
| 2. | 21 luglio 2008   | Croatia Open Umag, Umago                     | Terra rossa | Igor' Andreev        | 3–6, 6–4, 7–6(4) |
| 3. | 29 agosto 2009   | Pilot Pen Tennis, New Haven                  | Cemento     | Sam Querrey          | 6–4, 7–6(6)      |
| 4. | 14 febbraio 2010 | Pacific Coast Championships, San Jose        | Cemento (i) | Andy Roddick         | 3–6, 6–4, 6–4    |
| 5. | 25 aprile 2010   | Barcelona Open, Barcellona                   | Terra rossa | Robin Söderling      | 6–3, 4–6, 6–3    |
| 6. | 13 aprile 2014   | U.S. Men's Clay Court Championships, Houston | Terra rossa | Nicolás Almagro      | 6–3, 7–6(4)      |
| 7. | 25 aprile 2016   | Năstase Țiriac Trophy, Bucarest              | Terra rossa | Lucas Pouille        | 6–3, 6–2         |

#### Finali perse (16)
| Legenda                                          |
| Grande Slam (0)                                  |
| ATP Finals (0)                                   |
| ATP Masters 1000 (1)                             |
| ATP International Series Gold / ATP Tour 500 (4) |
| ATP International Series / ATP Tour 250 (11)     |

| N.  | Data             | Torneo                                  | Superficie    | Avversario in finale  | Punteggio           |
| 1.  | 8 marzo 2004     | Abierto Mexicano de Tenis, Acapulco (1) | Terra rossa   | Carlos Moyá           | 3–6, 0–6            |
| 2.  | 2 agosto 2005    | Austrian Open Kitzbühel, Kitzbühel      | Terra rossa   | Gastón Gaudio         | 6–2, 2–6, 4–6, 3–6  |
| 3.  | 30 ottobre 2007  | St. Petersburg Open, San Pietroburgo    | Sintetico (i) | Andy Murray           | 2–6, 3–6            |
| 4.  | 21 giugno 2008   | Nottingham Open, Nottingham             | Erba          | Ivo Karlović          | 5–7, 7–6(4), 6(8)–7 |
| 5.  | 11 gennaio 2009  | Brisbane International, Brisbane        | Cemento       | Radek Štěpánek        | 6–3, 3–6, 4–6       |
| 6.  | 4 ottobre 2009   | Kuala Lumpur Open, Kuala Lumpur         | Cemento (i)   | Nikolaj Davydenko     | 4–6, 5–7            |
| 7.  | 18 aprile 2010   | Monte Carlo Masters, Monte Carlo        | Terra rossa   | Rafael Nadal          | 0–6, 1–6            |
| 8.  | 22 maggio 2010   | Open de Nice Côte d'Azur, Nizza         | Terra rossa   | Richard Gasquet       | 3–6, 7–5, 6(5)–7    |
| 9.  | 13 febbraio 2011 | Pacific Coast Championships, San Jose   | Cemento (i)   | Milos Raonic          | 6(6)–7, 6(5)–7      |
| 10. | 1º maggio 2011   | Estoril Open, Estoril                   | Terra rossa   | Juan Martín del Potro | 2–6, 2–6            |
| 11. | 31 luglio 2011   | Swiss Open Gstaad, Gstaad               | Terra rossa   | Marcel Granollers     | 4–6, 6–3, 3–6       |
| 12. | 3 marzo 2012     | Abierto Mexicano de Tenis, Acapulco (2) | Terra rossa   | David Ferrer          | 1–6, 2–6            |
| 13. | 14 luglio 2013   | Swedish Open, Båstad (1)                | Terra rossa   | Carlos Berlocq        | 5–7, 1–6            |
| 14. | 17 luglio 2016   | Swedish Open, Båstad (2)                | Terra rossa   | Albert Ramos Viñolas  | 3–6, 4–6            |
| 15. | 4 marzo 2017     | Dubai Tennis Championships, Dubai       | Cemento       | Andy Murray           | 3–6, 2–6            |
| 16. | 25 febbraio 2018 | Rio Open, Rio de Janeiro                | Terra rossa   | Diego Schwartzman     | 2–6, 3–6            |

### Doppio

#### Vittorie (8)
| Legenda                                     |
| Grande Slam (0)                             |
| ATP Finals (1)                              |
| ATP Masters 1000 (0)                        |
| ATP Tour 500 (3)                            |
| ATP International Series / ATP Tour 250 (4) |

| N. | Data              | Torneo                               | Superficie    | Compagno        | Avversari in finale                            | Punteggio           |
| 1. | 1º novembre 2004  | Stockholm Open, Stoccolma            | Sintetico (i) | Feliciano López | Wayne Arthurs Paul Hanley                      | 6–4, 6–4            |
| 2. | 26 febbraio 2012  | Argentina Open, Buenos Aires         | Terra rossa   | David Marrero   | Michal Mertiňák André Sá                       | 6–4, 6–4            |
| 3. | 3 marzo 2012      | Abierto Mexicano de Tenis, Acapulco  | Terra rossa   | David Marrero   | Marcel Granollers Marc López                   | 6–3, 6–4            |
| 4. | 15 luglio 2012    | Croatia Open Umag, Umago             | Terra rossa   | David Marrero   | Marcel Granollers Marc López                   | 6–3, 7–6(4)         |
| 5. | 22 luglio 2012    | International German Open, Amburgo   | Terra rossa   | David Marrero   | Rogério Dutra da Silva Daniel Muñoz de la Nava | 6–4, 6–3            |
| 6. | 22 settembre 2013 | St. Petersburg Open, San Pietroburgo | Cemento (i)   | David Marrero   | Dominic Inglot Denis Istomin                   | 7–6(6), 6–3         |
| 7. | 11 novembre 2013  | ATP World Tour Finals, Londra        | Cemento (i)   | David Marrero   | Bob Bryan Mike Bryan                           | 7–5, 6(3)–7, [10–7] |
| 8. | 24 febbraio 2018  | Rio Open, Rio de Janeiro             | Terra rossa   | David Marrero   | Nikola Mektić Alexander Peya                   | 5–7, 7–5, [10–8]    |

#### Finali perse (5)
| Legenda                                     |
| Grande Slam (0)                             |
| ATP Finals (0)                              |
| ATP Masters 1000 (1)                        |
| ATP Tour 500 (1)                            |
| ATP International Series / ATP Tour 250 (3) |

| N. | Data            | Torneo                                       | Superficie  | Compagno               | Avversari in finale             | Punteggio              |
| 1. | 30 luglio 2007  | Stuttgart Open, Stoccarda                    | Terra rossa | Guillermo García López | František Čermák Leoš Friedl    | 4–6, 4–6               |
| 2. | 11 gennaio 2009 | Brisbane International, Brisbane             | Cemento     | Miša Zverev            | Marc Gicquel Jo-Wilfried Tsonga | 4–6, 3–6               |
| 3. | 28 ottobre 2012 | Valencia Open 500, Valencia                  | Cemento (i) | David Marrero          | Alexander Peya Bruno Soares     | 3–6, 2–6               |
| 4. | 13 ottobre 2013 | Shanghai Masters, Shanghai                   | Cemento     | David Marrero          | Ivan Dodig Marcelo Melo         | 6(2)–7, 7–6(6), [2–10] |
| 5. | 12 aprile 2014  | U.S. Men's Clay Court Championships, Houston | Terra rossa | David Marrero          | Bob Bryan Mike Bryan            | 6–4, 4–6, [9–11]       |

## Risultati in progressione
| Sigla | Risultato               |
| ----- | ----------------------- |
| V     | Vincitore               |
| F     | Finalista               |
| SF    | Semifinalista           |
| O     | Oro olimpico            |
| A     | Argento olimpico        |
| SF    | Bronzo olimpico         |
| QF    | Quarti di Finale        |
| 4T    | Quarto turno            |
| 3T    | Terzo turno             |
| 2T    | Secondo turno           |
| 1T    | Primo turno             |
| RR    | Round Robin             |
| LQ    | Turno di qualificazione |
| A     | Assente                 |
| ND    | Non disputato           |

| Legenda superfici    |
| -------------------- |
| Cemento              |
| Terra battuta        |
| Erba                 |
| Superficie variabile |

### Singolare
| Torneo               | 2002            | 2003            | 2004            | 2005                   | 2006                   | 2007                   | 2008                   | 2009          | 2010            | 2011            | 2012            | 2013            | 2014            | 2015            | 2016            | 2017            | 2018            | 2019            | 2020            | 2021            | 2022            | 2023            | Carriera V-P |
| -------------------- | --------------- | --------------- | --------------- | ---------------------- | ---------------------- | ---------------------- | ---------------------- | ------------- | --------------- | --------------- | --------------- | --------------- | --------------- | --------------- | --------------- | --------------- | --------------- | --------------- | --------------- | --------------- | --------------- | --------------- | ------------ |
| Tornei Grande Slam   |                 |                 |                 |                        |                        |                        |                        |               |                 |                 |                 |                 |                 |                 |                 |                 |                 |                 |                 |                 |                 |                 |              |
| Australian Open      | A               | Q1              | 1T              | 2T                     | 2T                     | 2T                     | 2T                     | SF            | 4T              | 4T              | 1T              | 3T              | 2T              | 3T              | 2T              | 1T              | 2T              | 3T              | 3T              | A               | A               | Q2              | 26–17        |
| Open di Francia      | A               | Q1              | 2T              | 1T                     | 2T                     | 4T                     | 4T                     | 4T            | 4T              | 3T              | 3T              | 2T              | 4T              | 2T              | 3T              | 4T              | 4T              | 2T              | A               | 1T              | Q2              | A               | 32–17        |
| Wimbledon            | A               | 1T              | 2T              | 2T                     | 4T                     | 3T                     | 4T                     | 4T            | 1T              | 2T              | 3T              | QF              | 1T              | 3T              | 1T              | 1T              | 1T              | 4T              | ND              | 1T              | 1T              | A               | 25–19        |
| US Open              | A               | 3T              | 2T              | 4T                     | 3T                     | 3T                     | 3T                     | QF            | QF              | 3T              | 3T              | 1T              | 2T              | 2T              | 1T              | 2T              | 3T              | 2T              | A               | Q2              | 1T              | A               | 30–18        |
| Vittorie-Sconfitte   | 0–0             | 2–2             | 3–4             | 5–4                    | 7–4                    | 8–4                    | 9–4                    | 15–4          | 10–4            | 8-4             | 6-4             | 7-4             | 5-4             | 6-4             | 3-4             | 4-4             | 6-4             | 7-4             | 2–1             | 0–2             | 0–2             | 0–0             | 113-71       |
| ATP Finals           |                 |                 |                 |                        |                        |                        |                        |               |                 |                 |                 |                 |                 |                 |                 |                 |                 |                 |                 |                 |                 |                 |              |
| ATP Finals           | Non qualificato | Non qualificato | Non qualificato | Non qualificato        | Non qualificato        | Non qualificato        | Non qualificato        | RR            | Non qualificato | Non qualificato | Non qualificato | Non qualificato | Non qualificato | Non qualificato | Non qualificato | Non qualificato | Non qualificato | Non qualificato | Non qualificato | Non qualificato | Non qualificato | Non qualificato | 0–3          |
| ATP Masters 1000     |                 |                 |                 |                        |                        |                        |                        |               |                 |                 |                 |                 |                 |                 |                 |                 |                 |                 |                 |                 |                 |                 |              |
| Indian Wells         | A               | A               | 1T              | 2T                     | 2T                     | 2T                     | 3T                     | QF            | 3T              | 3T              | 3T              | 2T              | 4T              | 3T              | 3T              | 3T              | 3T              | A               | ND              | A               | A               | A               | 18–15        |
| Miami                | A               | 3T              | 1T              | 3T                     | 2T                     | 1T                     | 2T                     | QF            | QF              | 2T              | 3T              | 2T              | 2T              | 4T              | 3T              | 3T              | 4T              | A               | ND              | 1T              | 1T              | A               | 19–18        |
| Monte Carlo          | A               | A               | A               | 1T                     | 1T                     | 1T                     | 1T                     | QF            | F               | 2T              | 3T              | 1T              | A               | 1T              | 2T              | A               | 2T              | 1T              | ND              | A               | A               | A               | 10–13        |
| Madrid               | Q1              | 1T              | 3T              | 2T                     | 1T                     | 2T                     | 2T                     | QF            | 3T              | 1T              | QF              | 3T              | 2T              | 3T              | 2T              | 1T              | 2T              | 3T              | ND              | 1T              | A               | A               | 19–18        |
| Roma                 | A               | Q1              | A               | QF                     | 2T                     | 1T                     | 3T                     | QF            | SF              | 2T              | 2T              | 2T              | 1T              | A               | A               | 2T              | 1T              | QF              | Q1              | A               | A               | A               | 18–13        |
| Montréal/Toronto     | A               | 1T              | A               | A                      | 3T                     | 3T                     | 2T                     | 3T            | 2T              | 2T              | A               | A               | A               | 1T              | A               | A               | 2T              | A               | ND              | A               | A               | A               | 10–9         |
| Cincinnati           | A               | 1T              | 1T              | A                      | 1T                     | 2T                     | 3T                     | 1T            | 2T              | 3T              | A               | A               | 2T              | 2T              | 2T              | 1T              | 1T              | 1T              | A               | Q1              | A               | A               | 8–14         |
| Shanghai             | Non disputato   | Non disputato   | Non disputato   | Non ATP Masters Series | Non ATP Masters Series | Non ATP Masters Series | Non ATP Masters Series | 2T            | 1T              | 2T              | 3T              | 2T              | A               | 1T              | 1T              | 1T              | A               | 1T              | Non disputato   | Non disputato   | Non disputato   | A               | 4–9          |
| Parigi               | A               | Q2              | 1T              | 2T                     | 1T                     | 1T                     | 3T                     | 3T            | 3T              | 2T              | 1T              | 2T              | 3T              | 1T              | 2T              | QF              | 2T              | 2T              | A               | A               | A               | A               | 14–16        |
| Amburgo              | A               | A               | 3T              | 1T                     | QF                     | 1T                     | QF                     | ATP 500       | ATP 500         | ATP 500         | ATP 500         | ATP 500         | ATP 500         | ATP 500         | ATP 500         | ATP 500         | ATP 500         | ATP 500         | ATP 500         | ATP 500         | ATP 500         | ATP 500         | 8–5          |
| Vittorie-Sconfitte   | 0–0             | 2–3             | 4–7             | 8–7                    | 8–9                    | 5–9                    | 10–9                   | 15-9          | 14–9            | 7–9             | 10-7            | 5-7             | 6-6             | 6-8             | 8-7             | 6-7             | 8-8             | 6-6             | 0–0             | 0–2             | 0–1             | 0–0             | 128-130      |
| Giochi Olimpici      |                 |                 |                 |                        |                        |                        |                        |               |                 |                 |                 |                 |                 |                 |                 |                 |                 |                 |                 |                 |                 |                 |              |
| Giochi Olimpici      | Non disputati   | Non disputati   | A               | Non disputati          | Non disputati          | Non disputati          | A                      | Non disputati | Non disputati   | Non disputati   | 1T              | Non disputati   | Non disputati   | Non disputati   | A               | Non disputati   | Non disputati   | Non disputati   | Non disputati   | A               | ND              | ND              | 0–1          |
| Statistiche Carriera |                 |                 |                 |                        |                        |                        |                        |               |                 |                 |                 |                 |                 |                 |                 |                 |                 |                 |                 |                 |                 |                 |              |
| Finali ATP Tour      | 0               | 0               | 2               | 1                      | 0                      | 1                      | 2                      | 3             | 4               | 3               | 1               | 1               | 1               | 0               | 2               | 1               | 1               | 0               | 0               | 0               | 0               | 0               | 23           |
| Tornei ATP vinti     | 0               | 0               | 1               | 0                      | 0                      | 0                      | 1                      | 1             | 2               | 0               | 0               | 0               | 1               | 0               | 1               | 0               | 0               | 0               | 0               | 0               | 0               | 0               | 7            |
| Vittorie-Sconfitte   | 1–2             | 7–12            | 31–25           | 35–28                  | 32–26                  | 34–28                  | 47–27                  | 52–25         | 43–22           | 36–24           | 32-22           | 29-23           | 26-20           | 24-26           | 29-26           | 29-25           | 33-28           | 26-27           | 6–7             | 2–8             | 5–11            | 0–5             | 559-447      |
| Ranking di fine anno | 173             | 107             | 36              | 33                     | 35                     | 26                     | 16                     | 9             | 9               | 24              | 24              | 30              | 33              | 49              | 42              | 35              | 28              | 49              | 65              | 154             | 124             | 641             | N/A          |

## Vittorie contro giocatori top 10
| Anno     | 2002 | 2003 | 2004 | 2005 | 2006 | 2007 | 2008 | 2009 | 2010 | 2011 | 2012 | 2013 | 2014 | 2015 | 2016 | 2017 | 2018 | 2019 | 2020 | 2021 | 2022 | Totale |
| -------- | ---- | ---- | ---- | ---- | ---- | ---- | ---- | ---- | ---- | ---- | ---- | ---- | ---- | ---- | ---- | ---- | ---- | ---- | ---- | ---- | ---- | ------ |
| Vittorie | 0    | 0    | 1    | 2    | 2    | 1    | 1    | 2    | 5    | 1    | 2    | 0    | 1    | 2    | 2    | 2    | 3    | 1    | 0    | 0    | 0    | 28     |

| #    | Giocatore           | Rank | Torneo                                | Superficie  | Turno | Punteggio                     |
| 2004 | 2004                | 2004 | 2004                                  | 2004        | 2004  | 2004                          |
| ---- | ------------------- | ---- | ------------------------------------- | ----------- | ----- | ----------------------------- |
| 1.   | Juan Carlos Ferrero | 3    | Valencia Open, Valencia               | Terra rossa | SF    | 6–2, 6–1                      |
| 2005 |                     |      |                                       |             |       |                               |
| 2.   | Andy Roddick        | 3    | Miami Masters, Miami                  | Cemento     | 2T    | 7–6(9), 4–3 rit.              |
| 3.   | Andy Roddick        | 3    | Internazionali d'Italia, Roma         | Terra rossa | 3T    | 6(1)–7, 7–6(3), 6–4           |
| 2006 |                     |      |                                       |             |       |                               |
| 4.   | Fernando González   | 8    | German Open Hamburg, Amburgo          | Terra rossa | 3T    | 3–6, 6–2, 6–3                 |
| 5.   | David Nalbandian    | 3    | Wimbledon Londra                      | Erba        | 3T    | 7–6(9), 7–6(9), 6–2           |
| 2007 |                     |      |                                       |             |       |                               |
| 6.   | Richard Gasquet     | 8    | Canadian Open, Montreal               | Cemento     | 2T    | 3–6, 7–6(7), 6–4              |
| 2008 |                     |      |                                       |             |       |                               |
| 7.   | David Ferrer        | 5    | German Open Hamburg, Amburgo          | Terra rossa | 3T    | 7–6(4), 6–2                   |
| 2009 |                     |      |                                       |             |       |                               |
| 8.   | Andy Murray         | 4    | Australian Open, Melbourne            | Cemento     | 4T    | 2–6, 6–1, 1–6, 6–3, 6–4       |
| 9.   | Jo-Wilfried Tsonga  | 7    | Australian Open, Melbourne            | Cemento     | QF    | 7–6(2), 3–6, 6–3, 6–2         |
| 2010 |                     |      |                                       |             |       |                               |
| 10.  | Andy Roddick        | 7    | Pacific Coast Championships, San Jose | Cemento (i) | F     | 3–6, 6–4, 6–4                 |
| 11.  | Marin Čilić         | 9    | Miami Masters, Miami                  | Cemento     | 4T    | 6–4, 7–6(3)                   |
| 12.  | Novak Đoković       | 2    | Monte Carlo Masters, Monte Carlo      | Terra rossa | SF    | 6–2, 6–2                      |
| 13.  | Robin Söderling     | 8    | Torneo Godó, Barcellona               | Terra rossa | F     | 6–3, 4–6, 6–3                 |
| 14.  | Novak Djokovic      | 2    | Internazionali d'Italia, Roma         | Terra rossa | QF    | 7–6(4), 3–6, 6–4              |
| 2011 |                     |      |                                       |             |       |                               |
| 15.  | Nicolas Almagro     | 10   | Swiss Open, Gstaad                    | Terra rossa | SF    | 6(2)–7, 7–6(2), 6–3           |
| 2012 |                     |      |                                       |             |       |                               |
| 16.  | Rafael Nadal        | 2    | Madrid Open, Madrid                   | Terra rossa | 3T    | 6–3, 3–6, 7–5                 |
| 17.  | Juan Mónaco         | 10   | Shanghai Masters, Shanghai            | Cemento     | 3T    | 6–4, 6–2                      |
| 2014 |                     |      |                                       |             |       |                               |
| 18.  | Richard Gasquet     | 9    | Indian Wells Masters, Indian Wells    | Cemento     | 3T    | 7–6(5), 6–1                   |
| 2015 |                     |      |                                       |             |       |                               |
| 19.  | Rafael Nadal        | 3    | Miami Open, Miami                     | Cemento     | 3T    | 6–4, 2–6, 6–3                 |
| 20.  | Marin Čilić         | 10   | Madrid Open, Madrid                   | Terra rossa | 3T    | 6(5)–7, 7–6(5), 6–3           |
| 2016 |                     |      |                                       |             |       |                               |
| 21.  | Rafael Nadal        | 5    | Australian Open, Melbourne            | Cemento     | 1T    | 7–6(6), 4–6, 3–6, 7–6(4), 6–2 |
| 22.  | Stan Wawrinka       | 5    | Queen's, Londra                       | Erba        | 1T    | 6–2, 7–6(3)                   |
| 2017 |                     |      |                                       |             |       |                               |
| 23.  | Alexander Zverev    | 10   | Open di Francia, Parigi               | Terra rossa | 1T    | 6–4, 3–6, 6–4, 6–2            |
| 24.  | Dominic Thiem       | 6    | Paris Masters, Parigi                 | Cemento (i) | 3T    | 6–4, 6–4                      |
| 2018 |                     |      |                                       |             |       |                               |
| 25.  | Dominic Thiem       | 6    | Rio Open, Rio de Janeiro              | Terra rossa | QF    | 6–4, 6–0                      |
| 26.  | Grigor Dimitrov     | 4    | Indian Wells Masters, Indian Wells    | Cemento     | 2T    | 7–6(4), 4–6, 6–3              |
| 27.  | Grigor Dimitrov     | 5    | Open di Francia, Parigi               | Terra rossa | 3T    | 7–6(4), 6–2, 6–4              |
| 2019 |                     |      |                                       |             |       |                               |
| 28.  | Dominic Thiem       | 4    | Internazionali d'Italia, Roma         | Terra rossa | 2T    | 4–6, 6–4, 7–5                 |